# Вилета Бареа
Вилѐта Барѐа (на италиански: Villetta Barrea) е село и община в Южна Италия, провинция Акуила, регион Абруцо. Разположено е на 990 m надморска височина. Населението на общината е 677 души (към 2010 г.).